# 1828 w muzyce
Wydarzenia muzyczne w 1828 roku.

## Wydarzenia
- 1 stycznia – w neapolitańskim Teatro San Carlo miała miejsce premiera opery L'esule di Roma Gaetana Donizettiego[1][2]
- 3 stycznia – w wiedeńskiej Musikvereinsaal miała miejsce premiera kwintetu wokalnego „Mondenschein” D 875 Franza Schuberta[1][2]
- 10 stycznia – w wiedeńskiej Musikvereinsaal miała miejsce premiera pieśni „Gute Nacht” z cyklu „Podróż zimowa” D 911 Franza Schuberta[1][2]
- 16 stycznia – w paryskim Théâtre des Nouveautés miała miejsce premiera opery Lidda, ou La jeune servante Adolphe’a Adama[1][2]
- 20 stycznia – w wiedeńskim County Hall miała miejsce premiera „Fantazji na skrzypce i fortepian In C” D 934 Franza Schuberta[1][2]
- 24 stycznia – w wiedeńskiej Musikvereinsaal miała miejsce publiczna premiera „Ständchen” D921 Franza Schuberta[1][2]
- 30 stycznia – w paryskim Théâtre Gymnase-Dramatique miała miejsce premiera opery La reine de seize ans Adolphe’a Adama[1][2]
- 31 stycznia – w wiedeńskiej Musikvereinsaal zaprezentowano po raz pierwszy pieśń „Ellens Gesang III” D 839 Franza Schuberta[1][2]
- 1 lutego – w Münster odbyła się premiera opery Ali, Pascha von Janina, oder Die Franzosen in Albanien Alberta Lortzinga[1][2]
- 2 lutego – w wiedeńskiej Landhaussaal miała miejsce premiera pieśni „Romanze des Richard Löwenherz” D 907 Franza Schuberta[1][2]
- 7 lutego – w paryskim Théâtre des Nouveautés miała miejsce premiera opery Le barbier châtelain, ou La loterie de Francfort Adolphe’a Adama[1][2]
- 29 lutego – w paryskiej Salle Le Peletier miała miejsce premiera opery Niema z Portici Daniela Aubera[1][2]
- 23 marca – w wiedeńskiej Musikvereinsaal miała miejsce premiera „Kwartetu smyczkowego”, op.135 Ludwiga van Beethovena[1][2]
- 24 marca – w Münster odbyła się premiera „Die Hochfeurer, oder Die Veteranen” Alberta Lortzinga[1][2]
- 29 marca – w lipskim Stadttheater miała miejsce premiera opery Wampir Heinricha Marschnera[1][2]
- 10 kwietnia – w paryskim Théâtre de l'Odéon miała miejsce premiera „Le dernier jour de Missolonghi” Ferdinanda Hérolda[1][2]
- 14 kwietnia – w paryskim Théâtre des Nouveautés miała miejsce premiera opery Le Les comédiens par testament Adolphe’a Adama[1][2]
- 18 kwietnia – w Berlinie odbyła się premiera kantaty „Grosse Festmusik zum Dürerfest” Felixa Mendelssohna[1][2]
- 12 maja – w Genui w Teatro Carlo Felice miała miejsce premiera opery Alina, regina di Golconda Gaetana Donizettiego[1][2]
- 4 czerwca – w Opactwie Cystersów w Heiligenkreuz miała miejsce premiera „Fugue in E minor for organ duet or piano duet” D 952, op. posth. 152 Franza Schuberta[1][2]
- 16 czerwca – w paryskim Théâtre du Vaudeville miała miejsce premiera opery Les trois cantons, ou La Confédération suisse Adolphe’a Adama[1][2]
- 27 czerwca – w Wiedniu odbyła się premiera „Maestosa Sonata Sentimentale” Niccola Paganiniego[1][2]
- 2 lipca – w Operze paryskiej miała miejsce premiera baletu Lydie Ferdinanda Hérolda[1][2]
- 24 lipca – w wiedeńskiej Redoutensaal miała miejsce premiera „III Koncertu skrzypcowego” Niccola Paganiniego[1][2]
- 2 sierpnia – w neapolitańskim Teatro del Fondo miała miejsce premiera opery Gianni di Calais Gaetana Donizettiego[1][2]
- 20 sierpnia – w paryskiej Salle Le Peletier miała miejsce premiera opery Le comte Ory Gioacchina Rossiniego[1][2]
- 18 września – w Berlinie odbyła się premiera kantaty „Begrüssung” Felixa Mendelssohna[1][2]
- 2 października – w paryskim Théâtre des Nouveautés miała miejsce premiera opery Valentine, ou La chute des feuilles Adolphe’a Adama[1][2]
- 5 listopada – w paryskim Théâtre du Vaudeville miała miejsce premiera opery Le clé Adolphe’a Adama[1][2]
- 15 listopada – w Münster odbyła się premiera „Die Himmelfahrt Jesu Christi” Alberta Lortzinga[1][2]
- 17 listopada – w Operze paryskiej miała miejsce premiera baletu Córka źle strzeżona Ferdinanda Hérolda[1][2]
- 20 listopada – w wiedeńskiej Musikvereinsaal miała miejsce premiera pieśni „Dithyrambe” D 801 Franza Schuberta[1][2]
- 27 listopada – w wiedeńskiej Musikvereinsaal miała miejsce premiera pieśni „Widerspruch” D 865 Franza Schuberta[1][2]
- 9 grudnia – w paryskim Théâtre-Italien miała miejsce premiera opery Clari Fromentala Halévy’ego[1][2]
- 14 grudnia – w wiedeńskiej Redoutensaal miała miejsce premiera „VI Symfonii’’ D 589 Franza Schuberta[1][2]

## Urodzili się
- 17 stycznia – Ede Reményi, węgierski skrzypek (zm. 1898)
- 21 stycznia – Clémence de Grandval, francuska kompozytorka (zm. 1907)
- 24 stycznia – Karol Studziński, polski kompozytor i altowiolista (zm. 1883)
- 8 lutego – Antonio Cagnoni, włoski kompozytor (zm. 1896)
- 30 czerwca – Emilia Kozieradzka, polska śpiewaczka operowa (zm. 1847)
- 31 lipca – François Auguste Gevaert, belgijski historyk i teoretyk muzyki, kompozytor (zm. 1908)
- 5 sierpnia – Giovanni Gaetano Rossi, włoski dyrygent i kompozytor (zm. 1886)
- 7 sierpnia – Michał Zawadzki, ukraiński kompozytor i pedagog polskiego pochodzenia (zm. 1887)
- 3 października – Woldemar Bargiel, niemiecki kompozytor (zm. 1897)
- 19 października – Adolfo Fumagalli, włoski pianista i kompozytor (zm. 1856)
- 29 października – Pietro Mongini, włoski śpiewak operowy (tenor) (zm. 1874)
- 3 listopada – Josef Hellmesberger Sr., austriacki skrzypek, dyrygent i kompozytor (zm. 1893)
- 28 listopada – Michał Hruszwicki, polski muzyk, kompozytor, deklamator, ziemianin, działacz społeczny w guberni mińskiej (zm. 1904)

Data dzienna nieznana
- Teodor Einert, polski kompozytor, organista i pedagog (zm. 1866)

## Zmarli
- 6 sierpnia – Jan Baptysta Kleczyński, polsko-austriacki skrzypek, dyrygent i kompozytor (ur. 1756)
- 31 października – John Marsh, angielski kompozytor, kronikarz i pisarz (ur. 1752)
- 19 listopada – Franz Schubert, austriacki kompozytor, prekursor romantyzmu w muzyce (ur. 1797)

## Muzyka poważna
- 14 stycznia – Tobias Haslinger publikuje pierwszą część „Die Winterreise” D 911 Franza Schuberta[1][2]
- 28 lutego – warszawski wydawca Andrzej Brzezina opublikował „Rondo à la Mazur F-dur”, op.5 Fryderyka Chopina[1][2]
- 14 marca – Diabelli w Wiedniu publikuje trzy pieśni Franza Schuberta op. 85: „Lied der Anne Lyle” i „Gesang der Norna” oraz „Romanze des Richard Löwenherz”, op.86[1][2]
- 30 maja – wydawnictwo Kienreich w Grazu publikuje dwie pieśni Franza Schuberta, op.90: „Im Walde” i „Auf der Brücke” (później op.93)[1][2]
- 11 lipca – wiedeński Leidesdorf opublikował „Moments musicaux” D 780, op.94 Franza Schuberta oraz op.87 (później op.92): „Der Musensohn”, „Auf dem See” i „Geistes-Gruss”[1][2]
- 13 sierpnia – Weigl publikuje „Vier Refrainlieder”, op.95 Franza Schuberta[1][2]
- 16 sierpnia – w wiedeńskim „Wiener Zeitung” opublikowano „Aneiferung zur musikalischen Bildung der Jugend...als unmittelbare Fortsetzung jeder Clavierschule”, op.163  Carla Czernego[1][2]
- 16 września – wiedeński „Zeitschrift für Kunst” publikuje „Auf Im Frühling” D 882 Franza Schuberta[1][2]
- 6 października – Diabelli w Wiedniu publikuje pieśń „Glaube, Hoffnung und Liebe”, op.97 Franza Schuberta[1][2]